# NGC 360
NGC 360 este o galaxie spirală situată în constelația Tucanul. A fost descoperită în 2 noiembrie 1834 de către John Herschel.